# Данилов, Сергей Иванович (подполковник)
Сергей Иванович Данилов (1880 — 1951) — русский и советский военный деятель, подполковник Генерального штаба (1917). Герой Первой мировой войны.

## Биография
Из купеческого сословия Нюландской губернии Великого княжества Финляндского.
На 1902 год подпрапорщик Малороссийского 10-го гренадерского полка. В 1902 году произведён в подпоручики — обер-офицер Сибирского 9-го гренадерского полка. В 1906 году произведён в поручики, с 1908 года обер-офицер Воронежского 124-го пехотного полка. В 1910 году произведён в штабс-капитаны. 

В 1914 году окончил Николаевскую военную академию и в связи с началом Первой мировой войны был откомандирован в свой Воронежский 124-й пехотный полк на должность командира роты, был ранен. В 1915 году произведён в капитаны. Высочайшим приказом от 23 сентября 1915 года за храбрость награждён орденом Святого Георгия 4-й степени:
За то, что в бою 17-го августа 1914 года, на р. Гнилой Липъ, командуя ротой 124-го Воронежского пехотного полка, взял с боя 5 неприятельских орудий и 3 зарядных ящика

В 1916 году переведён в Генеральный штаб с назначением старшим адъютантом штаба, с 1917 года и.д. начальника штаба 2-й стрелковой дивизии. С 1917 года подполковник — и.д. штаб-офицера для поручений при штабе 18-го армейского корпуса. Высочайшим приказом по Армии и Флоту от 4 марта 1917 года за храбрость награждён Георгиевским оружием: 
За то, что   в боях 6-го и 7-го июня 1916 года у колонии Еленов, с действительной опасностью для жизни производил разведку неприятельского расположения у м. Киселин. В наступательных боях дивизии в районе кол. Лысоха, 15-го июля, своими разведками, сопряжённой с явной опасностью для жизни, действительно способствовал успеху наступления, закончившегося захватом высоты 123,7 — взятием 2-х орудий и 2500 пленных
После Октябрьской революции остался в России, служил в РККА с 1918 года — помощник начальника Оперативной части Полевого штаба РВСР. С 1921 года начальник 1-го отделения Оперативного управления Штаба РККА. С 1922 года начальник военно-географического отделения Оперативного управления Штаба РККА.

## Награды
- Орден Святого Станислава 2-й степени с мечами (ВП 01.03.1915)
- Орден Святого Георгия 4-й степени (ВП 23.09.1915)
- Орден Святого Владимира 4-й степени с мечами и бантом (ВП 07.11.1915)
- Орден Святой Анны 4-й степени «За храбрость» (ВП 06.07.1916)
- Орден Святой Анны 2-й степени с мечами (ВП 01.09.1916)
- Георгиевское оружие (ПАФ 04.03.1917)